# Hans Krailsheimer
Hans Krailsheimer (* 29. Januar 1888 in Nürnberg; † 12. Januar 1958 in München) war ein deutscher Jurist und Schriftsteller, der vor allem durch seine Aphorismen bekannt ist.

## Leben
Hans Krailsheimer studierte Rechtswissenschaften in Genf, München, Berlin und Würzburg. Im Jahr 1917 erfolgte in Erlangen seine Promotion sowie die Zulassung als Rechtsanwalt. In der Folgezeit war er in erster Linie für Wirtschaftsverbände als Syndikus tätig.

### Emigration
Am 12. September 1933 wurde Krailsheimer, aufgrund des Gesetzes über die Zulassung zur Rechtsanwaltschaft, die Zulassung entzogen und im Oktober 1933 emigrierte er über die Tschechoslowakei in die Schweiz und weiter nach Frankreich. Im Jahr 1938 wurde er vom Deutschen Reich ausgebürgert. Von 1939 bis 1941 erfolgte seine Internierung und nach der Teilbesetzung Frankreichs floh er in den unbesetzten Landesteil.

### Nachkriegszeit
Ab 1945 bestritt Krailsheimer seinen Lebensunterhalt aus Unterstützungen, die er von jüdischen Organisationen erhielt. Erst im Jahr 1954 kehrte er nach München zurück, wo er vier Jahre später verstarb.

## Zitate (Auswahl)
- „Das Gefährlichste an den Halbwahrheiten ist, dass fast immer die falsche Hälfte geglaubt wird.“
- „Allein sein zu müssen ist das schwerste, allein sein zu können das schönste.“
- „Auf der Bühne wird die Maske von der Rolle, im Leben wird die Rolle von der Maske bestimmt.“
- „Eine Idee, die als Wahrheit abgewirtschaftet hat, kann als Schlagwort immer noch eine schöne Karriere machen.“
- „Es gibt eine besonders unsympathische Art von Hochmut, die Demut.“
- „Talente finden Lösungen, Genies entdecken Probleme.“

## Rezeption
„Ein Meister in der Kunst des Aphorismus, ein Dichter und Philosoph und ein liebenswürdiger, überaus bescheidener Mensch.“

## Werke
- Börsenterminhandel und Kontokorrentverkehr. Nürnberg 1917.
- Die Verordnung über das Reichswirtschaftsgericht vom 21. Mai 1920. Schmalfeldt, Berlin 1920.
- Kein Ausweg ist auch einer. Ernst Heimeran, München 1954.
- Aporismen. Fränkische Bibliophilengesellschaft, 1957.